# Цытович, Виктор Викторович
Цытович Виктор Викторович (16 [4] мая 1876, Омск — 1 мая [18 апреля] 1920, Польская Республика) — российский военный деятель, полковник, герой Первой мировой войны, участник Гражданской войны в России.

## Биография

### Происхождение
Родился в городе Омске в семье военного губернатора Акмолинской области, генерал-лейтенанта Виктора Степановича Цытовича и попечительницы 1-й Омской женской гимназии Марии Павловны Тяпкиной; племянник генерала от инфантерии Э. С. Цытовича и генерал-лейтенантов П. С. Цытовича и Н. С. Цытовича; двоюродный брат генерал-майоров Н. П. Цытовича и В. Н. Цытовича.

### Служба
В службу вступил в 1893 году после окончания Симбирского кадетского корпуса. 12 августа 1896 года после окончания Михайловского артиллерийского училища с отличием по 1-му разряду произведён в подпоручики и выпущен в 23-ю артиллерийскую бригаду. С 1897 года назначался учителем бригадной учебной команды, делопроизводителем и заведующим хозяйством 8-й батареи. В 1899 году произведён в поручики, с назначением заведующим бригадным лазаретом. В 1902 году произведён в штабс-капитаны. С 16 января 1904 года назначался командиром полубатареи, старшим офицером 6-й батареи и членом бригадного суда.
С 10 сентября 1906 года назначен временно командовать 1-м Финляндским горным артиллерийским парком. В 1907 году произведён в капитаны. С 15 августа 1910 года переведён во 2-й Финляндский стрелковый артиллерийский дивизион 22-го армейского корпуса с назначением членом дивизионного суда, с 1911 года — старшим офицером и временно командующим 3-й батареи, с 1912 года — командующим 1-й батареи. С 22 февраля 1912 года командиром 1-й батареи.
В 1914 году окончил Офицерскую артиллерийскую школу. С 18 июля 1914 года был назначен во 2-й Финляндский стрелковый артиллерийский парковый дивизион командиром 3-го горного парка.

### Первая мировая война
Участник Первой мировой войны с 1 августа 1914 года. С 3 августа был назначен командиром 6-й батареи 49-й артиллерийской бригады 24-го армейского корпуса. 31 августа произведён в подполковники.
Высочайшим приказом от 22 апреля 1915 года за храбрость был награждён Георгиевским оружием:
За то, что с 3-го по 6-е октября 1914 года в бою под Фельштинном, руководя огнём   своей батареи с наблюдательного пункта, обстреливаемого противником, неоднократно тушил огонь неприятельских 
батарей и, привлекая на себя огонь неприятеля,   облегчил положение  58-го Прагского полка
Высочайшим приказом от 27 августа 1915 года за боевые отличия Цытовичу было пожаловано Высочайшее Благоволение:
За отличие в делах против Германской неприятельской армии
За отвагу в боях с неприятелем награждался орденами Святого Владимира 4-й степени с мечами и бантом, Святой Анны 2-й степени с мечами, а также заслужил мечи к имеющимся орденам
Святого Станислава 2-й, 3-й степени и Святой Анны 3-й степени.
С конца 1916 года воевал на Румынском фронте, исполняя обязанности командира 2-го дивизиона 49-й артиллерийской бригады. 19 марта 1917 года в бою был тяжело ранен осколками шрапнели в плечо и правую щёку, после чего лечился в госпитале. На основании приказа начальника Штаба ВГК 1916 года за № 1700 и 1815 от 19 марта 1917 года Цытовичу было разрешено ношение на левом рукаве знака отличия за ранение в бою «Золотой Галун».
22 сентября 1917 года произведён в полковники. 20 октября 1917 года приказом по Армии и Флоту, В. В. Цытович был отчислен от должности по болезни с зачислением в резерв чинов Одесского военного округа.

### Гражданская война
С 1918 года участник Гражданской войны в Вооружённых силах Юга России. Участник Бредовского похода. Умер 18 апреля 1920 года в Лагере Стшалково в Польше от болезни.

## Награды
- Орден Святого Станислава 3-й степени (1902 год);
- Мечи и бант к Ордену Святого Станислава 3-й степени (ВП 5 марта 1916 года);
- Орден Святой Анны 3-й степени (1905 год)
- Мечи и бант к Ордену Святой Анны 3-й степени (ВП 22 октября 1915 года);
- Орден Святого Станислава 2-й степени (1912 год);
- Мечи к Ордену Святого Станислава 2-й степени (ВП 27 января 1916 года);
- Орден Святой Анны 2-й степени с мечами (ВП 29 марта 1915 года);
- Георгиевское оружие (ВП 22 апреля 1915 года);
- Орден Святого Владимира 4-й степени с мечами и бантом (ВП 19 июня 1915 года);
- Высочайшее Благоволение (ВП 27 августа 1915 года — за отличие в делах против неприятеля).

Медали:
- Медаль «В память Отечественной войны 1812 года» (26.08.1912 года);
- Медаль в память 300-летия царствования Дома Романовых (21.02.1913 года);
- Медаль «За труды по отличному выполнению всеобщей мобилизации 1914» (22.06.1915 года);
- Нагрудный знак «В память 50-летнего состояния великого князя Михаила Николаевича в должности генерал-фельдцейхмейстера» (25.01.1906)

## Семейные связи
С 1910 года был женат на дочери профессора Николаевской инженерной академии генерал-лейтенанта Виктора Михайловича Иванова — Ольге Викторовне Ивановой
Брат:
- Владимир (23 декабря 1870 года — 8 апреля 1916 года) — полковник, военный педагог.